# 傻 (專輯)
《傻》是星光二班參賽者魏如昀的首張專輯，於2008年11月5日發行。專輯名稱「傻」是以魏如昀第一次在超級星光大道參賽的同名歌曲而命名，傻的意思是每個人在面對自己事情時，一種自己的堅持和自信。
專輯收錄八首自創歌曲、一首陳珊妮的創作曲〈擁戴〉和一首由陳小霞寫曲、嚴云農填詞的〈目光〉。

## 曲目
| 曲序 | 曲目       |            | 作曲       | 编曲        | 製作人 | 时长 |
| ---- | ---------- | ---------- | ---------- | ----------- | ------ | ---- |
| 1.   | 傻         | 魏如昀、NU | 魏如昀     | NU          | NU     | 4:09 |
| 2.   | 蝶戀       | 魏如昀     | 魏如昀、NU | 于京延      | 馬毓芬 | 4:57 |
| 3.   | 小彩虹     | 魏如昀     | 魏如昀、NU | NU          | NU     | 4:34 |
| 4.   | 他們       | 魏如昀     | 魏如昀、NU | NU          | NU     | 3:46 |
| 5.   | Luv        | 魏如昀     | 魏如昀、NU | NU          | NU     | 4:04 |
| 6.   | Party Days | 魏如昀     | 魏如昀     | 小安        | 馬毓芬 | 3:40 |
| 7.   | 目光       | 嚴云農     | 陳小霞     | Martin Tang | 馬毓芬 | 3:49 |
| 8.   | 親愛的     | 魏如昀     | 魏如昀、NU | NU          | NU     | 4:26 |
| 9.   | 擁戴       | 陳珊妮     | 陳珊妮     | 魏百謙      | NU     | 3:51 |
| 10.  | 門沒關     | 魏如昀     | 魏如昀、NU | NU          | NU     | 3:48 |

## 歌曲介紹

### 傻
收錄在專輯的傻，是比較慢的版本，與大家熟悉的版本不同，嘗試做英式搖滾的感覺。最後突然停止下來，就像很多情感到最後無能為力去處理，最後只能接受這樣，希望讓聽者的情緒能一直延續下去到另一個高峰。

### 蝶戀
魏如昀首次嘗試閱讀超現實非正常愛情故事的劇本來寫歌，以說書人方式表達，所以歌詞中沒有你我他。起初埋沒在專輯中，但因節奏性較強，所以製作人決定重新編曲，後來並被作為第一主打。唱腔咬字與共鳴點方面，與魏如昀原本不同，製作人修正其咬字至清楚而有表情，並要其唱歌時想像聲音從額頭上面丟出。此曲在錄音時，讓魏如昀吃盡苦頭，甚至挫折到崩潰大哭。
這首歌的音樂錄影帶是以倒帶方式拍攝，在拍攝過程中，魏如昀需要倒背歌詞來演繹。

### 小彩虹
坐車時寫出來的曲子。輕鬆小品。

### 他們
相當魏如昀的一曲；也是這張專輯中，魏如昀自己最喜歡的曲子，其表示很喜歡那相當衝突的美感。描述同性之愛，唱腔故意以較讓人討厭的方式表現。

### Luv
溫柔的歌，寫給在學業、工作等等崗位畢業的人們，詮釋在離開的時候，那種捨不得的感覺。

### Party Days
很歡樂的歌，是魏如昀在看Simple Plan及Avril Lavigne演唱會以後激發的靈感。

### 目光
陳小霞譜曲、嚴云農填詞的抒情之作。不是魏如昀所習慣擅長的曲風，因此在錄音時遭遇困難，最後由製作人帶領其可將自身故事及心情放入，想像唱給特定對象聽；魏如昀當時想到的是已逝世的母親，她將皮夾裡頭每天都帶著的媽媽照片，夾在歌板上，並在板上寫著大大的媽媽兩個字，想著媽媽，唱出這首目光。

### 擁戴
陳珊妮包辦詞曲的作品。魏如昀表示歌詞非常量身及細膩，寫到她心裡頭，並推薦給所有參加過星光或是將來想參加的人，覺得這首歌寫滿了比賽的心路歷程，想法態度的變化，以及比完賽後回到原點的那種感覺。

### 親愛的
宣告我不再重愛。

### 門沒關
也是相當魏如昀的一曲，當初被唱片公司認為是很危險的歌曲，但結果卻是深受歌迷喜愛。

## 音樂錄影帶
| 歌名       | 導演    | 備註 |
| ---------- | ------- | ---- |
| 傻         | 廖曉喬  |      |
| 蝶戀       | Arakara |      |
| Party Days | 葉少琥  |      |
| 目光       | 林志玲  |      |
| 擁戴       | 林志玲  |      |